# 一条房家
一条 房家（いちじょう ふさいえ）は、戦国時代の公卿。関白・一条教房の次男。土佐一条氏の初代当主。

## 生涯
文明7年（1475年）（『公卿補任』）または文明9年（1477年）（『大乗院雑事記』）、関白・一条教房の次男として誕生。兄の政房とは30歳近く年が離れており、房家の誕生時には既に兄は応仁の乱で戦死していた。
土佐一条氏は、父・教房のとき所領の土佐国幡多郡に下向して、土佐に在国しながら、公家として高い官位を有しつつ、土佐国最南端部に位置する幡多郡及び高岡郡（高知県西部）を支配した「地域権力」である。「戦国公家大名」とされてきたが、このような概念は、極めて曖昧な概念で、一条氏が武家化した存在であったとしても、戦国大名とは言えないとする説がある。
明応3年（1494年）、18歳で元服、正五位下、左近衛少将になる。房家自身もその名門の権威をもって土佐の国人領主たちの盟主として勢力を築き、土佐一条氏の最盛期を築き上げた。本拠地の中村には「小京都」と呼ばれるほどの街を建設した。なお、現在の四万十市にある東山や鴨川という地名は、房家が京都にちなんで名づけた地名であるといわれる。
永正5年（1508年）、長宗我部兼序が本山氏によって滅ぼされると、その遺児・長宗我部国親を保護し、その再興を助けた。
永正6年（1509年）、三条西実隆と詩歌のやりとりや、実隆を通じて宸筆詩歌懐紙を所望しており文芸活動を確認できる（『実隆公記』）。
天文8年（1539年）11月13日、薨去。享年63、または65。最終官位は前権大納・言正二位。

## 官歴
注記のないものは『諸家伝』による。
- 明応3年（1494年） 2月1日：正五位下（直叙）
- 永正3年（1506年） 6月12日：左近衛中将[9]。11月5日：従四位下[9]
- 永正6年（1509年） 正月26日：従四位上
- 永正7年（1510年） 3月4日：従三位（越階）、中将如元
- 永正10年（1513年） 7月18日：権中納言、中将如元
- 永正13年（1516年） 12月20日：権大納言
- 永正14年（1517年） 8月25日：勅授
- 永正15年（1518年） 5月28日：辞権大納言
- 永正17年（1520年） 5月20日：正三位
- 永正18年（1521年） 5月14日：従二位
- 大永6年（1526年） 正月23日：正二位
- 天文8年（1539年） 11月13日：薨去

## 系譜[1]
- 父：一条教房
- 母：中納言局（加久見宗孝の娘、町顕郷の養女）（-天文4年6月6日）：法名は守保大禅定尼
- 正室：平松資冬の娘
  - 嫡男：一条房冬（1498-1541）：土佐一条家2代当主
- 側室：源惟氏の娘（-天文4年7月7日）：法名は恵宥公大禅定尼
  - 三男：一条房通（1509-1556） - 一条冬良の養子になり、一条本宗家11代当主となる
  - 男子：尊祐：金剛福寺別当。金剛福寺蔵土佐一条氏位牌群を作成し、後代へ残した

- 側室：法名:鏡花尊意大禅定尼
  - 男子：一条教行（-天文21年5月28日）：東小路氏を称す

- 側室：五辻富仲の娘：法名は固岩宗賢大禅定尼
  - 男子：盛岳

- 生母不詳の子女
  - 次男：月山貴蔵主：普光院住持
  - 男子：教快：大円寺住持
  - 男子：一条房忠（-天文16年9月7日）
  - 男子：一条兼朝（-天文21年8月8日）
  - 長女：西園寺公宣室：法名は月窓妙心大禅定尼。西園寺実充の弟・一秀梅信(-天文18年6月10日)を生む[10]
  - 次女：御庄冬顕室（大永2年-）- 町顕量の養子となる顕古の母[11]
  - 三女：津野基高室（大永3年-天文22年5月26日）：法名は梅室光薫大禅定尼